# Клячкин, Вениамин Ефимович
Вениами́н Ефи́мович Кля́чкин (1858—1931) — российский врач, учёный, общественный деятель, публицист, статский советник, преподаватель, один из основателей Омской государственной медицинской академии.

## Биография
Родился 27 июля 1858 года в городе Минске Минского уезда Минской губернии в семье потомственного врача Хаима Клячкина. Вероисповедания иудейского.
В 1880 году окончил Минское городское училище, а затем Минскую гимназию.
В 1884 году окончил естественное отделение физико-математического факультета Санкт-Петербургского университета. Защитил кандидатскую диссертацию по естественным наукам и 31 марта Советом университета утверждён в степени кандидата.
В 1887 году окончил медицинский факультет Московского университета. Утверждён в степени лекаря и звании уездного врача с выдачей аттестата 23 января 1888 года. Переехал в Сибирь.
15 февраля 1888 года зачислен в запас армии.
В 1889 году в Тобольской лечебнице для приходящих бедных больных оказал бесплатную помощь 89 пациентам в виде медицинских советов, лёгких оперативных пособий с выдачей даровых лекарств по назначению врачей.
19 сентября 1889 года назначен врачом для командировок по сельской части в Тобольске Тобольской губернии. Принимал активное участие в жизни Тобольского губернского музея. Позже служил окружным врачом в городе Березове.
С 1 мая 1890 года по 1892 год был окружным врачом в Сургуте. Во время работы в Сургуте исследовал санитарное состояние города и произвёл подворную перепись населения города.
В 1890 году в Тобольской лечебнице для приходящих бедных больных принял 65 больных в течение 1 дня работы.
В 1892 году был вызван в город Тобольск для обсуждения вопроса о санитарном положении рыбопромышленности по рекам Иртышу и Оби.
С 18 июля по 28 августа 1892 года по распоряжению Тобольского губернатора находился в городе Тюмени для прекращения холеры.
1 сентября 1892 года назначен окружным врачом в город Тару Тарского округа Тобольской губернии.
В 1892 году в Тобольской лечебнице для приходящих бедных больных принял 78 больных в течение 2 приёмов.

…окружным врачом В. Х. Кл-м с 10 ч. сего января начаты чтения о холере общедоступных бесплатных лекций. Первое чтение знакомило публику с историческими и статистическими данными о появлении и развитии эпидемии и научными взглядами на распространение её. Мы слышали, что таких лекций г. Кл-м предположено целый ряд, и от души этому радуемся. Хорошо бы было, если бы примеру этого врача последовали и коллеги его.
— Тобольские губернские ведомости. № 4. 27 января 1893 год. Неофициальная часть. Тобольск.
С 2 апреля 1893 года по 1907 год был Тарским городовым врачом.
С 1 января 1894 года по 1906 год был врачом в Тарском уездном училище.
В 1894 году в сборнике трудов «Томского общества естествоиспытателей и врачей» была опубликована его статья «Санитарный очерк города Сургута Тобольской губернии по статистическим данным Сургутского окружного врача В. Е. Клячкина».
В 1895 году написал письмо в «Тобольские губернские ведомости» с призывом о необходимости сбора пожертвований на противодифтеритные сыворотки для детей города Тары.
Не раз писал статьи о своих работал, исследованиях и проведённых опытах в неофициальной части «Тобольских губернских ведомостях».
С 12 апреля 1895 года по 1907 год был врачом Тарской женской прогимназии, где также преподавал уроки элементарной гигиены в старших классах.
В городе Таре его дом не раз становился целью грабителей.
10 ноября 1896 года был отправлен в отпуск в Санкт-Петербург для участия в съезде сифилодологов.
В 1897—1907 годах был врачом в Тарской городской тюрьме.
С 26 апреля 1898 года в городе Таре начал читать ряд лекций по гигиене в помещении общественного клуба. Лекции были предназначены для простого народа — вход бесплатный.
В 1899 году был членом Тарского уездного комитета общественного здравия.
В 1902 году получил право участия в выборе гласных Тарской городской думы на третье четырёхлетие 1902—1906 годы.
7 мая 1903 года в городе Таре в его постройках от неизвестной причины произошёл пожар, уничтоживший навес с сеновалом и коровник. Убытков понесено на 200 рублей.
В 1904 году был членом с ежегодным взносом Тобольского местного управления «Российского общества Красного Креста».
В 1904—1905 годах был председателем Комитета по заведованию учительской колонией в селе Екатерининском.
В 1905 году пожертвовал в кассу «Общества взаимного вспомоществования учащим и учившим в учебных заведениях Тобольской губернии» из полученных им от страхового общества 752 рублей — 452 рубля.
В октябре 1905 года подписал ходатайство об открытии в Таре филиала «Общества взаимного вспомоществования учащим и учившим в учебных заведениях Тобольской губернии».
В 1906 году был председателем правления «Общества вспомоществования нуждающимся учащимся в городе Таре». Состоял на бесплатной службе в Министерстве народного просвещения: был школьным врачом, читал публичные лекции по гигиене для учащихся и широкого круга граждан.
В 1906 году в его квартире в Таре был произведён обыск полицией на предмет противоправительственной деятельности. После проверки его выдворили из Тары в город Омск.
14 августа 1907 года переведён по службе в город Омск Акмолинской области на должность помощника директора Омской центральной фельдшерской школы.
22 сентября 1907 года стал членом «Омского медицинского общества», а позднее почётным членом этого общества. Был заведующим городским санитарным бюро, начальником военных санитарных курсов, преподавателем Омского медицинского техникума. Читал лекции, публиковал статьи в местной печати по вопросам санитарии, гигиены, туберкулезе, разрабатывал санитарные вопросы в органах городского самоуправления, делал доклады в медицинском обществе.
С 1 марта 1908 года служил безвозмездно врачом Омского второго мужского высшего начального училища.
В 1910—1916 годах работал врачом в Омске по внутренним женским и детским болезням. Принимал пациентов в собственном доме по улицам Надеждинской, Никольской 30. Приём осуществлял с 12 до 14 и с 16 до 18 часов.
В 1911 году осуществлял частную врачебную деятельность в Омске по улице Надеждинской угол Томиловского переулка дом 15, телефон 145.
В 1912 году был помощником директора Омской центральной фельдшерской школы. Работал учителем Омского четырёхклассного городского училища.
В 1912 году пожертвовал 2 рубля на постройку в городе Омске народного дома в память Императора Александра II.
16 марта 1912 года вошёл в состав комиссии по устройству в городе Омске дня «Хлебного колоса».
В 1912 году входил в состав постоянной Омской городской санитарной комиссии.
В 1913 году состоял старшиной клуба «Омское коммерческое собрание», в который вошёл знакомый, ещё по городу Таре один из братьев Глузман, еврей Николай Бенцианович (он же Николай Михайлович Глизман).
15 декабря 1913 года избран членом совета старшин «Омского коммерческого клуба».
В 1916 году вместе со своей женой состоял членом Омского областного комитета «Всероссийского союза городов помощи больным и раненым воинам».
Во время Гражданской войны остался в Омске, после отступления Белой армии из города в 1919 году, и продолжил врачебную деятельность при новой власти. Советская власть пообещала не трогать его и его семью, однако сразу после его смерти, органы НКВД занялись его семьёй, где припомнили связи его семьи с прежней властью и белогвардейцами.
В январе 1920 года готовил проект медицинского вуза в Омске. Входил в состав организационного комитета по созданию института.
В 1920 году написал статью в газете «Советская Сибирь» о холере.
В 1921 году стал преподавателем латинского языка и ассистентом кафедры гигиены в Государственном Западно-Сибирском медицинском институте в Омске.
На 1 января 1924 года работал детским и по внутренним болезням врачом, преподавал в Медицинском институте города Омска.
Был специалистом широкого профиля, но больше проявил себя как инфекционист и санитарный врач. Принимал активное участие в подавлении эпидемий холеры, тифа, дифтерита. Читал публичные лекции. Занимался санитарным просвещением людей.
В 1926 году написал статью «Половая жизнь Омского студенчества по анкете».
В 1928 году им был составлен учебник «Латинский язык для медиков», который долгое время был единственным учебником по латыни для студентов Омского медицинского института, а также «Словарь-справочник для молодых врачей».
Внёс большой вклад в улучшение санитарно-эпидемической обстановки города Омска.
Умер 8 сентября 1931 года в городе Омске Западно-Сибирского края.

## Семья
Отец Хаи́м Клячки́н, после октябрьской революции 1917 года примкнул к левым социалистам организации «Национально-классовый Гехалуц», где отстаивал интересы евреев.
Жена Дарья Самсоновна Пуздрина родилась в 1869 году в городе Могилёве Могилёвской губернии в семье потомственного почётного гражданина. Окончила курс гимназии. В 1904 году во время Русско-Японской войны стала членом учреждённого Тарского дамского комитета Тобольской общины сестёр милосердия «Российского общества Красного Креста». В 1916 году состояла членом Омского областного комитета Всероссийского союза городов помощи больным и раненым воинам.
В семье было 4 сына:
- Лев родился 23 апреля 1888 года в городе Орше Могилёвской губернии. Получил домашнее образование.
- Александр родился 2 октября 1889 года в городе Орше Могилёвской губернии. Позже проживал в Омске. Имел высшее медицинское образование. Был провизором фармации. Владел собственной аптекой и аптекарским магазином в Омске.
- Михаил родился 20 августа 1893 года в городе Таре Тарского округа Тобольской губернии. Получил высшее медицинское образование. Во время Гражданской войны служил военным врачом поезда в белой армии А. В. Колчака в Омске. После войны остался в Омске, где работал ассистентом клиники хирургической урологии Омского мединститута. 13 февраля 1931 года был арестован и 23 июля 1931 года Особым совещанием при Коллегии ОГПУ обвинён по статьям 58-4, 58-11 УК РСФСР. Приговорён к 3 годам лишения свободы в исправительный трудовой лагерь. Направлен в Сиблаг, где 1 мая 1933 года в посёлке Осинники Западно-Сибирского края, умер. Реабилитирован 12 сентября 1991 года военной прокуратурой СибВО за отсутствием состава преступления.
- Ефим родился 27 августа 1895 года в городе Таре Тарского округа Тобольской губернии. Получил высшее техническое образование. После Гражданской войны проживал в Омске, где работал инженером-механиком. 10 ноября 1938 года был арестован и 2 октября 1939 года обвинён Облпрокуратурой по спецделам по статьям 58-7, 58-11 УК РСФСР, однако дело было прекращено за отсутствием состава преступления. Реабилитирован в соответствии с Законом РФ.

Вся семья была иудейского вероисповедания.

## Награды и звания
- Награждён Тобольским губернатором премией 100 рублей — 1894 год;
- Благодарность Тобольского губернатора — 1 апреля 1896 года за содержание Тарской крестьянской лечебницы в течение 1895 года в полном порядке, за достигнутые в этой лечебнице сбережение, в количестве 150 рублей и за вполне добросовестное и внимательное отношение к больным, находившимся в лечебнице;[35]
- Орден Святого Станислава III степени — 1 января 1900 года по ведомству Министерства народного просвещения за безвозмездное исполнение служебных обязанностей врача местного уездного и местного приходского училищ, врача и преподавателя женской прогимназии;
- Орден Святой Анны III степени — 1 апреля 1905;
- Награждён медалью «В память Императора Александра III»;
- Награждён медалью «В память 300-летия царственного дома Романовых» — 1913;
- Почётный член «Омского медицинского общества» — 1908 год;
- Награждён бронзовой медалью на Первой Западно-Сибирской сельско-хозяйственной, лесной и торгово-промышленной выставке в Омске (1911 за школьную ученическую скамейку по учебному отделу)[36];
- Звание «Почётный доктор Сибири» с присвоением персональной пенсии — 1929 год;
- Приват-доцент (Honoris causa) — 20 сентября 1929 года.

Чины по гражданской службе
- Титулярный советник (с 31 августа 1894 со старшинством);
- Коллежский асессор (с 5 декабря 1895 за выслугу лет);
- Надворный советник (с 8 марта 1897 со старшинством);
- Коллежский советник (с 1900);
- Статский советник (1916).

## Труды
Был автором ряда статей по санитарным проблемам, исследованиям и опытам в Сибирских журналах и газетах («Тобольские губернские ведомости», «Советская Сибирь» и прочие).
- Санитарный очерк города Сургута Тобольской губернии по статистическим данным Сургутского окружного врача В. Е. Клячкина. В. Е. Клячкин // Труды Томского общества естествоиспытателей и врачей. Год четвёртый. Типо-литография П. И. Макушина. Томск. 1894
- Половая жизнь Омского студенчества по анкете. В. Е. Клячкин // «Журнал социальной гигиены». 1926. Омск
- Естественное движение населения города Омска по параллельным данным за 1913, 1916, 1923—1926 годов. В. Е. Клячкин. Издание Сибкрайздрава и Омского окружного Здравотдела. Омск. 1928.
- Латинский язык для медиков. В. Е. Клячкин. Омск. 1928.
- Словарь-справочник для молодых врачей. В. Е. Клячкин. Омск. 1928.